# Al Martino

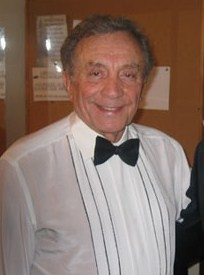
Al Martino, 2005

Al Martino (* 7. Oktober 1927 als Jasper Cini in Philadelphia; † 13. Oktober 2009 in Springfield, Pennsylvania) war ein US-amerikanischer Sänger. Er hatte seine größten Erfolge von Anfang der 1950er bis Mitte der 1970er Jahre. Seine bekanntesten Songs sind Here in My Heart (1952), die erste Nummer eins in der Geschichte der britischen Singlecharts, und der Evergreen Spanish Eyes aus dem Jahr 1965. In seiner Nebenrolle als Johnny Fontane in Francis Ford Coppolas Spielfilm Der Pate wurde er 1972 auch als Schauspieler populär.

## Leben

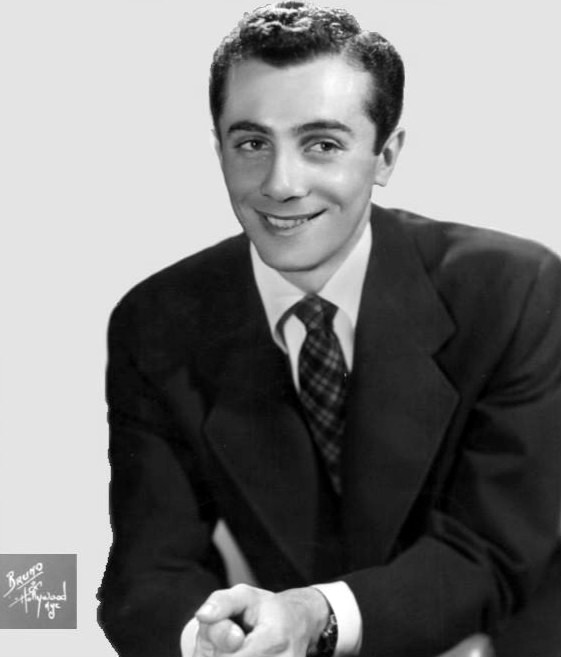
Al Martino, 1952

Al Martino wurde 1927 als Jasper Cini in Philadelphia als Sohn italienischer Einwanderer geboren. Sein Vorname ist die anglisierte Form des väterlichen Vornamens Gasparino. Er folgte beruflich zunächst seinem Vater und arbeitete im Familienbetrieb als Maurer und schlug sich in Nebenjobs als Boxer und in Bars durch. Er freundete sich mit dem sechs Jahre älteren Sänger Mario Lanza an. Spätestens nach dessen Durchbruch als gefeierter Opernstar entschloss er sich, eine Karriere als Sänger unter dem Künstlernamen Al Martino zu beginnen.
Zunächst trat er in einigen Bars in Philadelphia auf. Im Zweiten Weltkrieg kämpfte er bei den Marines im Pazifik und nahm unter anderem an der Schlacht um Iwojima teil, bei der er verwundet wurde. 1948 holte ihn Mario Lanza nach New York City. Nach dem Gewinn eines Talentwettbewerbes erhielt er 1950 einen Vertrag bei dem kleinen Plattenlabel BBS. 1952 erschien Martinos erste Single, Here in My Heart. Sie wurde zu einem Welterfolg und war am 14. November 1952 der erste Nummer-eins-Hit in der neu geschaffenen britischen Hitparade. Daraufhin bot ihm Capitol Records, damals eine der größten Plattenfirmen der USA, einen Vertrag an. Bei Capitol erschienen weitere Hits wie Take My Heart, Now und Rachel.
Diese Erfolge machten die US-amerikanische Cosa Nostra auf Martino aufmerksam:

“The mob came to Philadelphia from New York and told him they wanted to buy my contract, first in a gentlemanly way and then forcefully …”

„Der Mob kam von New York nach Philadelphia, um ihm [dem Manager] zu sagen, dass sie meinen Vertrag wollten; zuerst freundlich, dann nachdrücklich.“

Al Martino kaufte sich mit 75.000 US-Dollar frei, zog es aber vor, die nächsten sieben Jahre in England zu verbringen, wodurch die US-Karriere zunächst abbrach. Erst nach dem Tod des involvierten Mobsters konnte er in den USA seine Karriere fortsetzen. 1965 landete er mit Spanish Eyes, einer Komposition von Bert Kaempfert, einen weiteren internationalen Erfolg und Evergreen. Mit diesen Einkünften kaufte sich Martino das Einfamilienhaus 927 North Rexford Drive in Beverly Hills, um dort mit seiner dritten Ehefrau Judi und seinen Kindern zu leben.
Seine Erfahrung mit der Cosa Nostra konnte er 1972 in seiner Rolle als Johnny Fontane in Francis Ford Coppolas Spielfilm Der Pate verarbeiten, in dem er einen Sänger spielte, der mit Hilfe der Mafia eine Filmkarriere machen möchte. 1974 spielte er dieselbe Rolle in Der Pate – Teil II und 1990 in Der Pate III. Im September 1993 war er mit dem von Dieter Bohlen produzierten Album The Voice to Your Heart nochmals erfolgreich.
Al Martino war 41 Jahre mit seiner Frau Judi verheiratet und hat zwei Töchter und einen Sohn. Er starb 2009 im Alter von 82 Jahren in Springfield, Pennsylvania an Herzversagen; er wurde in Culver City beigesetzt.

## Rezeption
- Die deutsche Schlagersängerin Kristina Bach widmete Martino und seinen Liedern den Titel Hörst Du denn noch immer Al Martino.[2][3]

## Diskografie
Studioalben

| Jahr | Titel Musiklabel Katalog-Nr.                                        | Höchstplatzierung, Gesamtwochen/‑monate, AuszeichnungChartplatzierungen (Jahr, Titel, Musiklabel Katalog-Nr., Platzierungen, Wochen/Monate, Auszeichnungen, Anmerkungen) | Höchstplatzierung, Gesamtwochen/‑monate, AuszeichnungChartplatzierungen (Jahr, Titel, Musiklabel Katalog-Nr., Platzierungen, Wochen/Monate, Auszeichnungen, Anmerkungen) | Höchstplatzierung, Gesamtwochen/‑monate, AuszeichnungChartplatzierungen (Jahr, Titel, Musiklabel Katalog-Nr., Platzierungen, Wochen/Monate, Auszeichnungen, Anmerkungen) | Höchstplatzierung, Gesamtwochen/‑monate, AuszeichnungChartplatzierungen (Jahr, Titel, Musiklabel Katalog-Nr., Platzierungen, Wochen/Monate, Auszeichnungen, Anmerkungen) | Anmerkungen                                    |
| Jahr | Titel Musiklabel Katalog-Nr.                                        | DE | AT | UK | US | Anmerkungen                                    |
| ---- | ------------------------------------------------------------------- | --- | --- | --- | --- | ---------------------------------------------- |
| 1962 | The Exciting Voice of Al Martino Capitol T-1774                     | — | — | — | US109 (6 Wo.)US |                                                |
| 1963 | I Love You Because Capitol T-1914                                   | — | — | — | US7 (60 Wo.)US |                                                |
| 1963 | Painted, Tainted Rose Capitol T-1975                                | — | — | — | US9 (44 Wo.)US |                                                |
| 1964 | Living a Lie Capitol T-2040                                         | — | — | — | US13 (28 Wo.)US |                                                |
| 1964 | The Italian Voice of Al Martino Capitol T-1907                      | — | — | — | US57 (15 Wo.)US | Erstveröffentlichung: 1963                     |
| 1964 | I Love You More and More Every Day / Tears and Roses Capitol T-2107 | — | — | — | US31 (25 Wo.)US |                                                |
| 1965 | We Could Capitol T-2200                                             | — | — | — | US41 (15 Wo.)US |                                                |
| 1965 | Somebody Else Is Taking My Place Capitol T-2312                     | — | — | — | US42 (12 Wo.)US |                                                |
| 1966 | My Cherie Capitol T-2362                                            | — | — | — | US19 (47 Wo.)US |                                                |
| 1966 | Spanish Eyes Capitol T-2435                                         | DE29 (1 Mt.)DE | — | — | US8 Gold · (73 Wo.)US | Charteintritt in Deutschland erst im März 1967 |
| 1966 | Think I’ll Go Somewhere and Cry Myself to Sleep Capitol T-2528      | — | — | — | US116 (6 Wo.)US |                                                |
| 1967 | This Is Love Capitol T-2592                                         | — | — | — | US57 (13 Wo.)US |                                                |
| 1967 | This Love for You Capitol T-2654                                    | — | — | — | US99 (12 Wo.)US |                                                |
| 1967 | Daddy’s Little Girl Capitol T-2733                                  | — | — | — | US23 (21 Wo.)US |                                                |
| 1968 | Mary in the Morning Capitol T-2780                                  | — | — | — | US63 (21 Wo.)US |                                                |
| 1968 | This Is Al Martino Capitol ST-2843                                  | — | — | — | US129 (4 Wo.)US |                                                |
| 1968 | Love Is Blue Capitol ST-2908                                        | DE34 (1 Mt.)DE | — | — | US56 (17 Wo.)US |                                                |
| 1969 | Sausalito Capitol ST-180                                            | — | — | — | US189 (4 Wo.)US |                                                |
| 1969 | Jean Capitol ST-379                                                 | — | — | — | US196 (2 Wo.)US |                                                |
| 1970 | Can’t Help Falling in Love Capitol ST-405                           | — | — | — | US184 (5 Wo.)US |                                                |
| 1970 | My Heart Sings Capitol ST-497                                       | — | — | — | US172 (6 Wo.)US |                                                |
| 1972 | Love Theme from „The Godfather“ Capitol SM-11 071                   | — | — | — | US138 (10 Wo.)US | Soundtrack zum Film Der Pate                   |
| 1975 | To the Door of the Sun Capitol ST-11 336                            | — | — | — | US129 (8 Wo.)US |                                                |

grau schraffiert: keine Chartdaten aus diesem Jahr verfügbar